# خنساء فلسطين
مريم محمد يوسف محيسن والشهيرة بخنساء فلسطين أو أم نضال فرحات (1949–2013)، داعية إسلامية، ومربية، ومجاهدة، وسياسية فلسطينية، ونائبة في المجلس التشريعي عن كتلة التغيير والإصلاح، وقيادية في حركة المقاومة الإسلامية (حماس)، قدمت ثلاثة من أبنائها شهداء في فلسطين، وآوت القائد القسامي عماد عقل، وكان منزلها منطلق عملياته الجهادية، واغتيل في منزلها بعد اشتباك مسلح مع جنود الاحتلال الإسرائيلي.

## الميلاد والنشأة
ولدت بعد النكبة في 24 كانون الأول 1949م بغزة لأسرة بسيطة من قطاع غزة، ولديها 10 من الإخوة و 5 من الأخوات، وسكنت حي الشجاعية، تفوقت في دراستها المدرسية، وتزوجت من فتحي فرحات وهي في بداية الثانوية العامة، لكن لم يمنعها الزواج من إكمال دراستها، فواصلت، وقدمت لامتحانات الثانوية وهي حامل بمولودها الأول - سيكون لاحقاً القائد القسامي نضال فرحات - وحصلت على 80%، وأنجبت 6 من البنين و4 من البنات.
وتعود أصول عائلتها عائلة «محيسن» إلى عائلة «المغني» وهي عائلة في حي الشجاعية من أقدم العائلات الغزية.

## آوت في منزلها الاستشهاديين والمطاردين

القائد عماد عقل آوته أم نضال في بيتها حتى استشهاده.

كانت أم نضال تسمع كثيراً عن وضع الشباب المطاردين الذين لا يجدون بيوتا آمنة ومناسبة لإخفائهم عن أعين الجيش الإسرائيلي ومخابراته، فأشرفت هي على إيوائهم على الرغم من مخاطر وعواقب ذلك الإيواء، وقامت بعرض فكرة حفر الخندق خلف المنزل ليكون مخبأ للشباب المقاوم المناضل. ومما يذكر في سيرتها أنها كانت امرأة مجاهدة مقاومة للاحتلال الإسرائيلي، فقد بدأ صدامها بالعدو الصهيونى عندما استشعرت أمومتها لأبناء الوطن المناضلين والمجاهدين وكانت البداية عام 1992م.

### اغتيال القائد عماد عقل في منزلها
وظل بيتها مأوى للمجاهدين، حيث آوت في بيتها المتواضع الشهيد عماد عقل قائد الجناح العسكرى لحركة حماس (كتائب القسام) وأخطرهم على الاحتلال الصهيوني آنذاك، وكان «عقل» على رأس قائمة المطلوبين للاحتلال الصهيوني حياً أو ميتاً، حتى أطلق عليه «ذو الأرواح السبعة»، وأمر الاحتلال عملاءه في غزة بتكثيف جهدهم فقط لمعرفة مكان عماد عقل. تحول منزلها إلى غرفة عمليات منها ينطلق عماد لتنفيذ عملياته العسكرية ضد الاحتلال، فيقتل ويصيب ويبث الرعب في قلوبهم، ثم يعود إلى منزلها ليختبئ فيه. إلى أن وشى به أحد عملاء الصهاينة، فحاصرت قوات خاصة إسرائيلية المنزل وكانت مختبئة في سيارات مدنية، كان وقت أذان المغرب وعماد صائماً، فلما علمت أم نضال بالأمر، كان لها الدور في تثبيت عماد، فاشتبك عقل مع جنود الاحتلال وكان معه مسدس واحد فقط، فقتلوه على باب المنزل بأكثر من 70 رصاصة.

## استشهاد الأبناء

ابنها البكر نضال فرحات قائد عسكري في كتائب القسام، أول من صنع صاروخاً بفلسطين ويعزى له اختراع صاروخ القسام برفقة تيتو مسعود

أطلق عليها خنساء فلسطين، هو لقب تجسد من سير التاريخ، للصحابية الخنساء، امرأة عربية قدمت أبناءها في سبيل نشر رسالة الإسلام، ثم عقدت الشعر في فراقهم فرحة باستشهادهم.
قدمت أم نضال ثلاثة من أبنائها شهداء في سبيل الله، فكان أولهم:

### ابنها الاستشهادي محمد

ابنها محمد فرحات متوشحاً السلاح يقرأ وصيته.

الاستشهادي محمد فرحات (17 عاماً)، ورغم صغر سنه إلا أنها أصرّت على قائد كتائب القسام صلاح شحادة آنذاك لينفذ ابنها الهجوم، تدرب محمد على يد عماد عقل الذي كانت تؤويه الأسرة، وعلى يد أخيه الأكبر نضال، وقبل خروجه ظهرت مع ابنها «محمد» بتسجل مصور في مطلع عام 2002م، وهي تقبله قبلات الوداع، وهي تعلم أنه ذاهب بلا رجعة فسجّل وصيته معها، وتصورت معه بسلاحه في فيديو خاص وأوصته.، فكانت أول أم فلسطينية تودع ابنها وهو خارج إلى عملية استشهادية في تسجيل مصور، وأوصته بألا يعود إليها إلا مثخناً في عدوه محمولاً على أكتاف الرجال، فذهب في عملية اقتحام قتل فيها 9 جنود إسرائيليين، حيث اقتحم مدرسة تدريب جنود داخل مغتصبة (مستوطنة) عتصمونا (بالعبرية: בני עצמון) من مجمع مغتصبات غوش قطيف.

### ابنها القائد نضال
وبعد عام واحد أي في 2003 قدمت ابنها الثاني، وهو البكر نضال فرحات (31 عاماً) قائد ميداني في كتائب الشهيد عز الدين القسام، وهو أول من صنع صاروخاً في فلسطين، ويعزى إليه اختراع صاروخ القسام برفقة الشهيد تيتو مسعود صاحبي فكرة صناعة الصواريخ، وعرف في أوساط حركة حماس بـ «مهندس الصواريخ».
ظهر نضال في تسجيل مصور-حقيقي- في فلم (نسمة وإعصار) الذي أنتجته كتائب القسام، وظهر نضال وهو يدرّب أخيه الاصغر محمد قبل خروجه لتنفيذ عملية الاقتحام بأيام، وبمشهد آخر وهو سهران معه ويعلّمه ما يصنع أثناء الهجوم وكيف يتعامل مع السلاح.
إغتاله جيش الاحتلال الإسرائيلي وهو يحاول تجهيز طائرة القسام بدون طيار (أبابيل1) التي أعلنت عنها كتائب القسام لاحقاً في عام 2014م.
وكان لا يتردد على لسانها إلا كلمات الشكر والحمد لله بأن أكرمها باستشهاد نجلها الثاني.

### اغتيال إبنها الثالث رواد
ولم يمر عامان حتى استشهد ولدها الثالث (رواد) بعدما قصفت الطائرات الحربية الصهيونية سيارته في قطاع غزة في عام 2005م.
كما قضى ولدها الرابع 11 عاما أسيرا في سجون الاحتلال الصهيوني، فما كان منها إلا أن كانت تصبّر النساء والناس الذين كانوا يأتون لمواساتها بأبنائها.

## قصف بيتها أربع مرات
قُصِف بيتها أربع مرات، وعندما عرضت حكومة إسماعيل هنية على أم نضال إعادة بناء بيتها بعد قصفه رفضت ذلك إلا بعد ترميم جميع الدمار الذي لحق ببيوت جيرانها جراء القصف.

## نشاطها الدعوي والاجتماعي
كانت عضواً بلجنة التربية في كتلة التغيير والاصلاح، ورئيسة «جمعية الشموع المضيئة»، وشاركت في العديد من الندوات والمحاضرات الدينية، وشاركت في العديد من الاحتفالات والمهرجانات الإسلامية.

## نشاطها السياسي
أكملت أم نضال عملها ومسيرتها، حينما ترشحت على قائمة حركة حماس كتلة التغيير والإصلاح للمجلس التشريعي الفلسطيني، وسافرت ضمن وفود الحركة إلى بعض الدول، لتجذب المساعدات لأهل غزة بعدما فرض عليهم الاحتلال الإسرائيلي وحلفاؤه حصاراً خانقاً حتى يركعوا ويطأطئوا الرؤوس، لم تكل ولم تمل، بينما كان آخرون يحرضون الاحتلال على مزيد من الحصار وتضييق الخناق.

## جهادها العسكري
إضافة لإيواءها المقاومين الفلسطينيين من كتائب القسام أهمهم عماد عقل وأبنائها، شاركت أم نضال في إطلاق صورايخ القسام بنفسها على المستوطنات (المغتصبات) الإسرائيلية، وكانت في رمضان تتفقد المرابطين على ثغور وحدود غزة وتحضر لهم طعام السحور.

## وفاتها
في يوم 17 آذار 2013م توفيت أم نضال في مستشفى الشفاء بقطاع غزة، بعد صراع مع المرض استمر سنوات، بعدما قضت سنوات في رحلات العلاج بين مصر وغزة وسوريا وأجري لها عمليات المرارة والزائدة والقلب المفتوح.

### الجنازة
تناوب على حمل جثمانها قادة حركة المقاومة الإسلامية (حماس) وعلى رأسهم رئيس الوزراء آنذاك إسماعيل هنية ورئيس المجلس التشريعي بالإنابة أحمد بحر ومجاهدو القسام، وحضر صلاة الجنازة وتبعها جمع غفير ومعظم قادة حماس ووزرائها ونواب في المجلس التشريعي، وأحيط الجثمان بمجاهدي كتائب القسام، وألقى إسماعيل هنية كلمة في المسجد الذي صلي عليها فيه.

## في الثقافة
أصبح ذكراها مفخراً فلسطينياً وإسلامياً تتغنى به الأجيال دون تمييز. حتى أن وشاحها بيع في مزاد علني يمثل أحد فعاليات مهرجان «سوريا حتما سننتصر.. قصة عامين من الصمود»، والذي سيعود ثمنه لصالح الثورة السورية، وكسب صلاح سلطان أمين عام المجلس الأعلى للشئون الإسلامية في المزاد العلني، شراء «الشال» الخاص بها.

### مدرسة على اسمها
قامت مديرية تعليم رفح بافتتاح مدرسة «مريم فرحات» في الحي السعودي غرب محافظة رفح يوم الاثنين 17 مارس 2014 بحضور وزير التربية والتعليم آنذاك أسامة المزيني ومدير تعليم رفح أشرف عابدين. وهي أول مدرسة يتم افتتاحها بعد اشتداد الحصار على قطاع غزة، علماً أن 26 مدرسة توقفت عن اتمام أعمالها وكذلك توقف العديد من المانحين بسبب الحصار.

### كتاب يحكي قصتها من الميلاد للممات
كتاب (سنبلة وسيف) يروي حياة أم نضال فرحات.
احتفل المجلس التشريعي بتوقيعه ونشره في 21 مايو 2014، وهو كتاب للدكتور عطا الله أبو السبح، وغلاف الكتاب من رسم الفنان الفلسطيني فتحي غبن، ومن إصدار المجلس التشريعي الفلسطيني.
وفي كلمة د.أحمد بحر رئيس المجلس التشريعي بالإنابة قال فيها:«أتشرف بتقديم هذا الكتاب الروائي عن أم نضال فرحات التي حين نتحدث عنها نتحدث عن موسوعة من القيم والأخلاق والتضحية والفداء والآمال وفي فن التعامل والشهادة وحبها للمساكين والمجاهدين وحبها للرباط مع المجاهدين لقد كانت بحق أسطورة العصر» .
و قال مؤلف الكتاب د. عطا الله أبو السبح أنه يشعر بالفخر أن يكتب كتاب عن أم نضال فرحات وقال:«وجدت نفسي أجسد أم نضال فرحات كرمز للشعب الفلسطيني الذي لم يترك البندقية يوماً، أم نضال أكبر قامة من أي قلم وأكبر قيمة من أي قيمة فهي الوطن وهي البلد» .

### قناة طيور الجنة
كان فريق قناة طيور الجنة قد زار غزة وإلتقى أم نضال سابقاً، وعند وفاتها أصدرت القناة كليب خاص عن أم نضال، ظهر فيه لقاء أم نضال بفريق القناة، الكليب أداء الطفلة ديمة بشار.
- كليب يما مويل الهوا - ديمة بشار على يوتيوب
- كليب يما مويل الهوا - ديمة بشار - بدون إيقاع على يوتيوب

### يحيى حوا يرثيها
أصدر المنشد القارئ يحيى حوى إصدارا خاصا في رثاء أم نضال فرحات، مباشرة بعد وفاتها، وكان من كلمات المغتربة- بيان حوى، وإنتاج شركة فن كلاس.
موال خنساء غزة في رثاء أم نضال فرحات - يحيى حوى على يوتيوب

## قالوا عنها
قال د.أحمد بحر رئيس المجلس التشريعي بالإنابة:« نعاهد الله أن نبقى الأوفياء دوماً لدماء الشهداء ولأم نضال التي عملت على تحرير فلسطين التي عملت من أجل كل أبناء الشعب الفلسطيني الصامد، فسلام عليك يا أم نضال في الأولى والآخرة».
قال أسامة المزيني وزير التربية والتعليم السابق خلال افتتاح مدرسة «مريم فرحات»:« كانت أم نضال في زمان غير زماننا وكأنها في زمان الصحابة والتابعين الأجلاء».
وقال أيضاً:«أم نضال ضربت مثلاً للأم الفلسطينية التي تعد ولدها وتدفعه دفعا لينطلق أسدا هصورا نحو العدو، فهي كأسماء بنت أبي بكر وهي أسماء هذا الزمان».
وزيرة شؤون المرأة والنائب في المجلس التشريعي جميلة الشنطي قالت عنها:«أم نضال فرحات كانت بمثابة القدوة في الصبر والعطاء والتضحية  لكل النساء سواء في القطاع أو خارجه». «لقد كانت صاحبة مدرسة الصبر والنضال والتضحية ومؤسسة المدرسة الجهادية التي تخرج من بين جنباتها المجاهدين الأبطال فكانت تبث فيهم روح الجهاد والمقاومة والقوة. لقد ضربت خنساء فلسطين مثلاُ في غرس ثقافة المقاومة عندما دفعت بفلذة أكبادها وعلى أن الوطن عقيدة وعلى  الإنسان أن يضحى بأعز ما يملك من أجله».
وقال مدير تعليم رفح «أشرف عابدين» نفس حفل افتتاح مدرسة «مريم فرحات»:«هذا شرف وفخر لنا في رفح أن نسمي هذه المدرسة باسم "مريم فرحات" تمجيدا لها لكي تكون نبراسا على مر الاجيال». «إذا كانت الأم مدرسة فأم نضال مدرسة، وإن كان العلم مدرسة فالعلم أم نضال، وهي الأم التي علمت العالم بأسره وضربت أروع الأمثال في التضحية والجهاد».

## من كلماتها
- قالت لأبناءها ذات يوم:

- «من يحب الله والوطن فلا يتوانى عن تقديم أبنائه فداء له، والأم التي تحب ولدها تطلب له النجاة في الدنيا والآخرة وتدفعه للجهاد ولا تجزع عند فوزه بها، ولا تشمت الأعداء بشعبنا بدموعها على شاشات التلفزة»
- «ابني الشهيد هو خير من يبرني فهو الذي سيشفع لي بشهادته.. من كانت تحب ولدها فلتعطه أغلى ما تستطيع.. وأغلى ما يمكن أن تقدمه هو الجنة»

## روابط خارجية
- 3 سنوات على رحيل “خنساء فلسطين” ، 2016 . الجزيرة مباشر.
- فيديو - أبناء المجاهدة أم نضال فرحات، يروون تفاصيل مرافقتهم للشهيد القائد عماد عقل
- النائب هدى نعيم - عن وفاة النائب ام نضال فرحات خنساء فلسطين على يوتيوب